# Taqsim
Taqsim (in arabo تَقْسِيم‎?, in greco ταξίμι?, in turco taksim) è un'improvvisazione melodica che normalmente precede l'esecuzione di composizioni tradizionali arabe, greche, mediorientali e turche.

## Descrizione
Il taqsim segue tradizionalmente una certa progressione melodica. A partire dalla tonica di un particolare maqam (o di un turco makam), le prime battute dell'improvvisazione rimangono negli ajnas inferiori del maqam, introducendole così all'ascoltatore. Dopo questa introduzione, l'esecutore è libero di muoversi ovunque nel maqam e anche di modulare con altri maqam, purché ritorni a quello originale.
Il taqsim è anche un assolo, oppure la musica di un esecutore che è supportato da un percussionista o da un altro strumentista che suona un bordone sulla tonica del maqam.